# بناء السلام في جامو وكشمير
يشمل بناء السلام في جامو وكشمير تدابير بناء الثقة على مستوى الدولة القومية بين حكومتي الهند وباكستان، وتتبع دبلوماسيتين، بالإضافة إلى مبادرات المنظمات غير الحكومية والمعاهد والأفراد. يشمل الغرض من بناء السلام في جامو وكشمير منع نشوب النزاعات والحد من الأعمال العدائية في وادي كشمير. لعبت العديد من الدول مثل روسيا والولايات المتحدة والصين أيضًا دورًا في خفض التصعيد فيما يتعلق بالتوترات في المنطقة.

## خلفية
في 27 عامًا، بين عامي 1990 و 2017، أودى التمرد في جامو وكشمير بحياة 41000 شخص (14000 مدني و 5000 من أفراد الأمن و 22000 مسلح) وفقًا للأرقام الحكومية التي تم توفيرها في عام 2017. كما خاضت الهند وباكستان ثلاث حروب في كشمير خلال 1947-1948 و1965 وحرب كارجيل في 1999.

## مبادرات الحكومة الهندية
تعيين المحاورين واللجان المختلفة
يعود تعيين المحاورين كتكتيك للتعامل مع قضية كشمير إلى أصول تعود إلى الستينيات، عندما عين رئيس الوزراء نهرو All Bahadur Shastri لإدارة التوترات في أعقاب أحداث 1963 الفوضوية. ومنذ ذلك الحين، تم إطلاق عدد من هذه المبادرات، بما في ذلك فريق من ثلاثة أعضاء من المحاورين الذين عينتهم الحكومة المركزية استجابةً لاضطرابات عام 2010.
كيه سي بانت، 2001
في مايو 2001، أعلنت حكومة أتال بيهاري فاجبايي تعيين KC Pant، النائب السابق لرئيس لجنة التخطيط، كمحاور لها بشأن كشمير، مع موجز التحدث إلى مجموعات مختلفة في الوادي والتوصية بطرق لتخفيف التوترات بين المركز والدولة.

### مبادرات الحكومة المركزية وحكومة الولاية الهندية
- تضمنت سياسة «اللمسة العلاجية» لحزب الشعب الديمقراطي (PDP) بين عامي 2002 و 2005 إطلاق سراح المسلحين المسجونين، وتقليل عمليات قوات الأمن، وزيادة حرية تنقل الأشخاص عن طريق الحد من عمليات التفتيش التي تقوم بها الشرطة، وكل ذلك جزء من المبادرات الهادفة إلى دفع المزيد «نهج إنساني» من قبل الإدارة، وخاصة القوى الأمنية.[10][11][12] وقال المفتي محمد سيد، كبير وزراء جامو وكشمير، إن رئيس الوزراء أتال بيهاري فاجبايي أيد سياسة اللمسة العلاجية.[13] حاولت محبوبة مفتي، رئيس الوزراء التاسع لجامو وكشمير، إحياء سياسة «اللمسة العلاجية» خلال فترة ولايتها (2016-2018)، بمبادرات مثل سحب تقارير معلومات الطيران ضد أكثر من 9700 شاب وتعويضات نقدية لضحايا الحبيبات.[14] القضايا التي تم سحبها تتعلق بأشخاص متورطين في حوادث رشق الحجارة في المنطقة بين عامي 2008 و 2017.[15]
- في عام 2010، أدخلت حكومة عمر عبد الله «سياسة الاستسلام وإعادة التأهيل»، مما يسمح للمقاتلين السابقين الذين عبروا خط السيطرة إلى باكستان، بالعودة إلى الهند. استخدم أكثر من 400 مسلح هذه السياسة.[16][17]
- أدت المقاربات «المتمركزة حول الوادي» إلى استياء المجتمعات الأخرى في المنطقة مثل البوذيين Ladhaki . أثبت تشكيل «مجالس التلال المستقلة» في منطقة ليه ومنطقة كارجيل أنه مبادرة بناء سلام ناجحة في هذا الجانب وفقًا لما تقوله نافنيتا تشادها بيهيرا.[10] في سبتمبر 2018، مُنح مجلس تنمية تلال لاداك المستقل مزيدًا من الصلاحيات، مما جعله «من بين أكثر المجالس استقلالًا» في الهند.[18]
- عملية Sadbhavana في جامو وكشمير هي مبادرة للجيش الهندي تتضمن تدابير الرفاهية مثل تطوير البنية التحتية والرعاية الطبية وتمكين النساء والشباب والجولات التعليمية والبطولات الرياضية من بين مبادرات أخرى.[19] رئيس الهند الثاني عشر ، براتيبها ديفينيش باتيل مع أعضاء جولة الاندماج الوطني لكبار السن في عملية سادبهافانا من ميندار تهسيل، جامو وكشمير، في نيودلهي في 9 مارس 2009

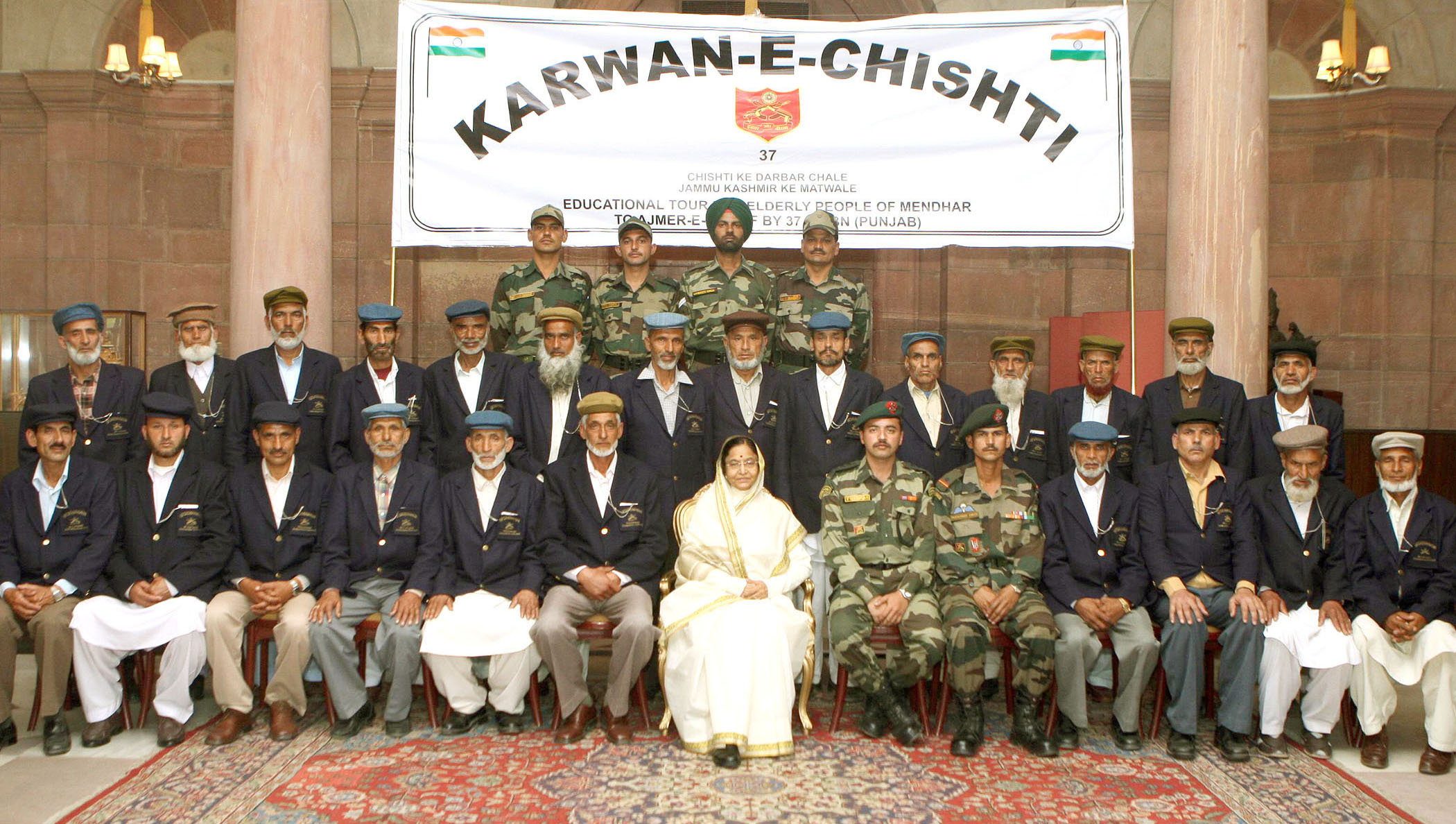
رئيس الهند الثاني عشر ، براتيبها ديفينيش باتيل مع أعضاء جولة الاندماج الوطني لكبار السن في عملية سادبهافانا من ميندار تهسيل، جامو وكشمير، في نيودلهي في 9 مارس 2009

### المبادرات الهندية الباكستانية فيما يتعلق بكشمير
- تم إطلاق (قافلة السلام)، وهي خدمة حافلات تربط سريناغار (جامو وكشمير) ومظفر أباد (آزاد كشمير) في عام 2005.[20] في عام 2006، بدأ خط حافلات ثانٍ بين بونش (جامو وكشمير) وروالاكوت (آزاد كشمير).[21][22] في عام 2008 بدأت التجارة على هذه الطرق، وفتحت المراكز التجارية التقليدية لجامو وكشمير إلى الغرب لأول مرة منذ عام 1947.[20] التجارة منظمة بإحكام.[20] في أوقات التوتر الشديد، يتم إغلاق الطرق، كما كان الحال في الفترة من يوليو إلى أغسطس 2016.[23]
- بدأ «حوار نيمرانا» في عام 1991 كمبادرة المسار الثاني بين الهند وباكستان.[24] بسبب هجمات مومباي وهجوم أوري وضرب خط السيطرة الهندي التالي عام 2016، لم تكن هناك محادثات رسمية بين البلدين حتى أبريل 2018.[24] وشملت المواضيع التي نوقشت في الحوار التفاعلي في 2018 كشمير، ونزاع سياشين، ووضع خط السيطرة.[25][26]

### آخر
- لعبت العديد من الدول مثل الصين دورًا في تهدئة الصراع في المنطقة.[27]
- أثواس، (كشميري للمصافحة)، كانت مبادرة من قبل مركز أبحاث في جنوب آسيا، المرأة في الأمن وإدارة الصراع والسلام (WISCOMP)، في عام 2000، والتي جمعت معًا نساء من كشمير بانديت والمجتمعات المسلمة والسيخية لأول مرة منذ ذلك الحين. صعود التشدد في وادي كشمير عام 1990.[28] كما تنظم WISCOMP «لقاء الكاتبات الكشميريات» بهدف جمع النساء من وجهات نظر متضاربة باستخدام الأدب.[29] في 23 مارس 2017، أجرى WISCOMP حوارًا ليوم واحد حول «أصداء وصدى: التحديات الحاسمة للشباب وبناء السلام في كشمير».[30] WISCOMP هي مبادرة من مؤسسة المسؤولية العالمية للدالاي لاما.[31]
- تشمل المنظمات غير الحكومية المختلفة في المنطقة التي تعمل في مبادرات تتعلق ببناء السلام مؤسسة العالم بلا حدود، و «شبكة ياكجاه للمصالحة والتنمية» و «مؤسسة الجهود الإنسانية من أجل الحب والسلام (HELP)، J&K».[32][33] أجرى مركز الحوار والمصالحة مبادرات مختلفة في كشمير لأكثر من خمسة عشر عامًا بما في ذلك التدريب على تعليم السلام.[34][35]

## تعليق
- يتم تهميش كشمير والكشميريين في التنافس بين الهند وباكستان، حيث يُنظر إلى حل قضية كشمير في سياق العلاقات الهندية الباكستانية. نتيجة لذلك، طغت على مصالح الكشميريين.[36][37] موهيني جيري، في بيان قصير في مجلس حقوق الإنسان في عام 2014، قال إن «المجتمع المدني الكشميري (وليس الانفصاليين فقط) يجب أن يكون قادرًا على التعبير عن تطلعاتهم على أي طاولة مفاوضات».[38][39]
- وفقًا لسوشيلا بهان، التي تجري «تعليمًا قائمًا على الأخلاق والقيم» في المدارس الحكومية في جامو وكشمير، فإن الطلاب من المناطق الريفية هم الأكثر عرضة للعنف، و «من خلال التعليم يمكنهم أن يصبحوا مساهمين مهمين في السلام».[40] (على الرغم من أن جامو وكشمير هي الولاية الوحيدة في الهند التي توفر التعليم المجاني على جميع المستويات، فإن متوسط معرفة القراءة والكتابة في جامو وكشمير أقل من المعدل الوطني الهندي).[20]
- وفقًا لدراسة استكشافية أجراها سوبرامانيام راجو، يرغب الجيل الأول والثاني من الهنود في استعادة كشمير الخاضعة للإدارة الباكستانية، لكن الجيل الثالث يريد «حل المشكلة سلميًا ووديًا».[41]
- غالبًا ما تتم مناقشة السياحة في سياق جامو وكشمير كتدبير لبناء السلام.[42][43]

## فهرس
- Steps Towards Peace: Putting Kashmiris First. (PDF)، Islamabad/Brussels: مجموعة الأزمات الدولية (Crisis Group Asia Briefing N°106)، 3 يونيو 2010، مؤرشف من الأصل (PDF) في 2019-01-05
- — Overview accessed on 31 December 2018.
- India/Pakistan Relations and Kashmir: Steps Toward Peace (PDF)، International Crisis Group (ICG Asia Report N°79)، 24 يونيو 2004، مؤرشف من الأصل (PDF) في 2018-07-24
- Javeed Ahmad Bhat (2016). The Role of Non Governmental Organisations in Peace building in Kashmir Since 1990. Aligarh Muslim University. Chapter 5 archived from the original  on 31 December 2018. Introduction archived from the original on 28 November 2019.